# León el africano (novela)
León el africano es la primera novela (escrita en francés en 1986), de Amin Maalouf en la que narra, novelándola, la biografía poco conocida de un personaje casi mítico y gran viajero renacentista del siglo XVI, conocido como «León el africano», nombre cristiano de Hasan bin Muhammed al-Wazzan al-Fasi (Hasan, hijo de Mohamed el alamín de Fez). Se calcula que Hasan nació en Granada alrededor de 1488 y murió cerca de 1554.  

## Resumen del libro
"Soy hijo del camino, caravana es mi patria y mi vida la más inesperada travesía…"

La frase citada es realmente atribuida a Hasan bin Muhammed al-Wazzan al-Fasi y usada por Amin Maalouf para iniciar su relato.
El libro llena con su relato los episodios históricos, muchos de ellos ignorados, pero que el autor recrea, que se dan en la época en que vive su personaje y lo hace aparecer con tres Papas: León X, Adriano VI y Clemente VII; con dos emperadores otomanos, Selim I y Suleimán el magnífico. También aparecen en el relato Boabdil (Muḥammad XII) el último rey moro de Granada; Fernando II de Aragón, rey de España y Francisco I de Francia, así como el pintor renacentista Rafael Sanzio y otros personajes de la época. 
El libro está dividido en cuatro secciones, cada una organizada cronológicamente para dar la secuencia vital de León el africano. Cada una de esas partes está titulada con el nombre de la ciudad en donde se lleva a cabo la acción de la novela: Granada, Fez, El Cairo, y Roma. Pletórica de hipótesis biográficas y de episodios históricos, la novela discurre en el mundo del Renacimiento y en la declinación del Islam, mientras el Imperio otomano vivía la esperanza de restablecer la unidad de los musulmanes y amenazaba infructuosamente a Europa.
La novela explora las confrontación entre el Islam y la Cristiandad y la influencia mutua de ambas religiones en los pueblos en donde aún prevalecen.